# 1526 en littérature
| Années de la littérature : 1523 - 1524 - 1525 - 1526 - 1527 - 1528 - 1529    |
| Décennies de la littérature : 1490 - 1500 - 1510 - 1520 - 1530 - 1540 - 1550 |

Cet article présente les faits marquants de l'année 1526 en littérature.

## Événements
- 15-16 février : Clément Marot est arrêté et enfermé au Chatelet, suspect d'hérésie pour avoir mangé de la chair en carême. Il est transféré à Chartres sur l'intervention de l'évêque, son ami Louis Guillard où il écrit Epître à Lyon Jamet et l'Enfer[1].

## Parutions
- 20 février : publication chez Johann Froben à  Bâle de Hyperaspistes, diatribe adversus servum arbitrium Martini Lutheri (« le Défenseur »), d’Érasme, qui conclut la polémique avec Luther sur le libre arbitre[2].
- 6 septembre : Jacob van Liesvelt (en) publie la première Bible en flamand à Anvers[3].

## Naissances
- Mahmud Abdülbâkî (محمود عبد الباقى), connu sous le pseudonyme de Bâḳî (باقى), poète turc ottoman († 7 avril 1600).

## Décès
- Octobre : Pierre Martyr d'Anghiera, diplomate, écrivain et historien espagnol, né le 2 février 1457
- Vers 1526 : André de La Vigne, poète et dramaturge français, né vers 1470.